# Michel Baron

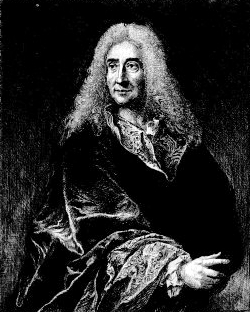
Michel Baron

Michel Baron (* 8. Oktober 1653 als Michel Boyron in Paris; † 22. Dezember 1729 ebenda) war ein französischer Schauspieler und Verfasser von Komödien.

## Biographie
Baron stammte aus einer Familie von Schauspielern. Seine Eltern André Boyron und Jeanne Ausoult waren beide im Ensemble des Théâtre du Marais. Um 1646 nahm André Boyron den Künstlernamen Baron an. 
Obwohl Barons Vater bereits 1655 starb, schaffte es seine Mutter die 6 Kinder, von denen Baron das jüngste war, durchzubringen. Als auch diese 7 Jahre später starb, nahm ihn sein Onkel in Villejuif auf. Dieser vermittelte ihn zu den petits-comediens du Dauphin, einem Kinderensemble, in dem er 1664 im foiret Saint-Germain debütierte.
1665 folgte er dem Ensemble nach Rouen, wo er 1666 Molière auffiel und eine Freundschaft mit ihm begann. Das Engagement bei den petits-comediens konnte von Baron selbst nicht aufgelöst werden, da er noch minderjährig war. Erst 1670 konnte Baron zur Troupe de Molière wechseln. Dort debütierte er im Théâtre du Palais-Royal und kreierte Rollen wie Damis in Tartuffe, Dorante im Bürger als Edelmann und Octave in Scapins Streichen. 
1673 heiratete Baron Charlotte Le Noir, die Tochter seines Bühnenkollegen La Thorillière. Im selben Jahr starb Molière und seine Truppe konnte sich nicht mehr alleine halten. Deshalb ging Baron zum Théâtre de l’hôtel de Bourgogne wo er bis 1680 blieb. In diesem Jahr schlossen sich auf Anordnung Ludwig XIV. verschiedene Theatertruppen zusammen und gründeten im Salle du Jeu de paume de la Bouteille die Comédie-Française zu deren Ensemble Baron gehörte.
1691 zog er sich von der Bühne zurück. In den Folgejahren brauchte er sein bis dahin erworbenes Vermögen auf und geriet in Folge in finanzielle Nöte. Der König, der über einen Freund Barons davon erfuhr, entschloss sich großzügig zu sein und verfügte, dass Baron eine Rente von 1.500 Livres erhalten sollte. 
Auch wenn Baron keine öffentlichen Auftritte mehr absolvierte, so trat er doch bei Privatvorstellungen in Versailles, im Appartement des Königs oder der Madame de Maintenon auf. Gleichzeitig gab er Schauspielunterricht für Komödianten. Der dazu verwendete Stoff fand sich in den Büchern von Louis de Rouvroy. 1720, mit 67 Jahren, kehrte er dann auf die Bühne zurück und der Erfolg übertraf seine Erwartungen.
Baron verfasste eigene Bühnenstücke, die er auch zu Lebzeiten als Buch veröffentlichte. Viele Stücke wurden aber erst posthum als Buch herausgegeben.

## Veröffentlichungen (Auswahl)

### Zu Lebzeiten
- L'homme a bonne fortune, Komödie, Paris : T. Guillain, 1686
- La coquette et la fausse prude, Komödie, Paris : T. Guillain, 1687
- Les enlèvements, Komödie, Paris : T. Guillain, 1886
- Le Rendez-vous des Thuilleries ou le Coquet trompé, Komödie, T. Guillain, 1685
- L’Andrienne, Komödie, Paris: Pierre Ribou, 1703

### Posthum
- Charles Nodier und Pierre-Marie-Michel Lepeintre: Œuvres choisies de Baron, avec des remarques, des notices et l'examen de chaque pièce, Paris : Dabo-Butschert, 1824
- Le Théâtre de Monsieur Baron: augmenté de deux pièces qui n'avoient point encore été imprimées, et de diverses poësies du même auteur, Paris, 1736
- L'École des pères, Paris: Pierre Ribou, 1736 (Uraufgeführt von der Comédie-Française, 1705)